# 576
Évszázadok: 5. század – 6. század – 7. század
Évtizedek: 520-as évek – 530-as évek – 540-es évek – 550-es évek – 560-as évek – 570-es évek – 580-as évek – 590-es évek – 600-as évek – 610-es évek – 620-as évek
Évek: 571 – 572 – 573 – 574 –  575 – 576 – 577 – 578 – 579 – 580 – 581

## Események

### Bizánci Birodalom
- A bizánci-perzsa háborúban Huszrau király hadseregével betör Kis-Ázsiába. Theodosziopoliszt és Kaiszareiát nem sikerül elfoglalnia, de visszavonulóban kifosztja Szebaszteiát. Hazatérőben Meliténénél utoléri Iusztinianosz, a keleti tartományok bizánci főparancsnoka és súlyos vereséget mér rá. A király málháját zsákmányul ejtik, sok perzsa menekülés közben az Eufráteszbe fullad. A bizánciak ellentámadásuk során benyomulnak a kaukázusi Albániába, eljutnak a Kaszpi-tengerig és perzsa területen telelnek.
- Baudariosz, II. Iusztinosz császár veje Itáliában vereséget szenved a longobárdoktól.

### Európa
- Liuvigild vizigót király legyőzi az ibériai szvébeket. Királyuk, Miro hadisarcot fizet neki, hogy fegyverszünetet kössenek.

### Korea
- Meghal Csinhung, Silla királya. Utóda második fia, Csindzsi.

## Halálozások
- Szent Germanus, Párizs püspöke
- Csinhung sillai király

## Fordítás
- Ez a szócikk részben vagy egészben  a(z)   576 című angol Wikipédia-szócikk ezen változatának fordításán alapul.  Az eredeti cikk szerkesztőit annak laptörténete sorolja fel. Ez a jelzés csupán a megfogalmazás eredetét és a szerzői jogokat jelzi, nem szolgál a cikkben szereplő információk forrásmegjelöléseként.